# Ladislas-Xavier Gorecki
Ladislas-Xavier-Paul Gorecki, né à Suresnes le 9 avril 1846, mort dans le 16e arrondissement de Paris le 8 août 1904, est un médecin et ophtalmologue français, d'origine polonaise.

## Biographie
Fils d'Antoine Gorecki, officier supérieur de l'armée polonaise, et Victoire Renoust, il est élève au lycée Bonaparte et nommé à plusieurs reprises au concours général de la Sorbonne. Il abandonne ses premières années à l'école des mines pour entamer des études de médecine.
Interne des hôpitaux de Paris, il concourt comme médecin de la marine. Reçu premier de promotion, il suit Jules Crevaux en Guyane.
En 1871, il est médecin dans le 92e régiment de marche.
En 1872, thèse de doctorat en poche, il s'installe à Signy-l'Abbaye où il épouse Edmée Berthelemy. Il s'établit à Montreuil, puis en 1873 à Paris, où il fonde le journal Le praticien en collaboration avec Émile Decaisne; il sera publié pendant 25 ans. Il est aussi le  rédacteur en chef du Médecin de réserve.
Son fils Albert Gorecki sera docteur en médecine.
Il meurt dans sa maison du Boulevard Murat, à l'âge de 58 ans.

## Œuvres et publication
- Traitement rapide des maladies des voies lacrymales: rétrécissement du canal nasal, tumeur et fistule lacrymales, larmoiement, ophthalmies rebelles et à répétition, par le dacryo-cautère , Paris : Typographie A. Parent, 1878, 16 p.
- Du Microscope appliqué à l'étude de la minéralogie et de la pétrographie. Minéralogie micrographique, (extrait du Manuel de Technique microscopique du Dr Paul Latteux), Paris : chez A. Delahaye & E. Lecrosnier, 1887
- Bataille de Loigny-Pourpry, 2 décembre 1870, au point de vue du service de santé, Paris : R. Chapelot, 1901, in-8°, 41 p. & fig. .

En collaboration
- Dictionnaire élémentaire de médecine, avec le Dr. Émile Decaisne, Paris : chez Lauwereyns, 1re édition, 1877  & 2e édition : 1884
- La Médecine Littéraire et Anecdotique : Morceaux choisis en prose ou en vers : Curiosités pathologiques et scientifiques, anecdotes, Maximes, Épigrammes, etc., avec Gustave-Joseph Witkowski, Paris : chez C. Marpon et E. Flammarion, 1881

## Décoration et distinction
- Il reçoit en 1902 la Croix d'officier de la Légion d'honneur pour ses travaux sur le service de santé en campagne (Bataille de Loigny).
- Il est nommé au grade de médecin major 1re classe.

## Divers
- Membre en 1869 de la Société d'anthropologie de Paris
- Collectionneur de minéraux
- président de la société d'ophtalmologie de Paris